# Tolga Zengin
Tolga Zengin (sinh 10 tháng 10 năm 1983) là cầu thủ bóng đá người Thổ Nhĩ Kỳ đang thi đấu cho câu lạc bộ Beşiktaş tại giải đấu Turkish Süper Lig. Anh từng là thủ môn số 1 của đội tuyển Thổ Nhĩ Kỳ.